# Lopaphus srilankensis
Lopaphus srilankensis är en insektsart. Lopaphus srilankensis ingår i släktet Lopaphus och familjen Diapheromeridae.

## Underarter
Arten delas in i följande underarter:
- L. s. montanus
- L. s. srilankensis